# Seebrücke Großenbrode

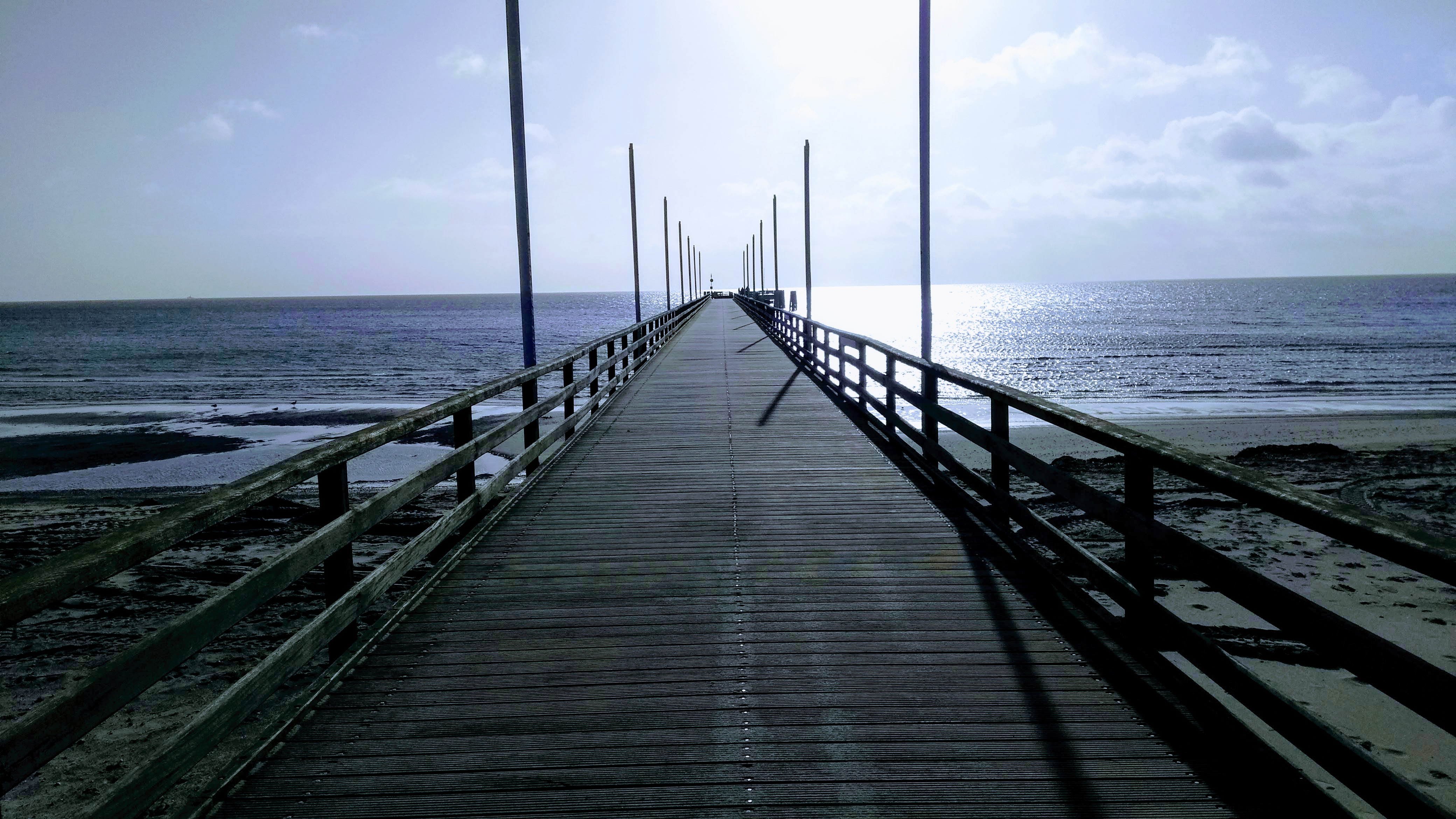
Seebrücke in Großenbrode (2020)

Die Seebrücke Großenbrode ist eine Seebrücke im Ostseebad Großenbrode, Amt Oldenburg-Land, an der Westküste der Mecklenburger Bucht in Schleswig-Holstein an der Ostsee.

## Geschichte
Großenbrode, seit 1966 mit dem Titel Ostseebad, hat am Südstrand eine Promenade errichtet und 1979 eine Seebrücke hinzugefügt. Sie erstreckt sich 350 Meter auf die Ostsee hinaus. Außerhalb der Sommersaison nutzen Angler die Seebrücke wegen der günstigen Lage nah am Fehmarnsund und optimalen Strömungen.
Zum Jahreswechsel findet hier Höhenfeuerwerk statt.